# 萬安生命科技
萬安生命科技股份有限公司（英語：Wonann Funeral Technology Co., Ltd.），簡稱萬安生命，是台灣一家以提供殯葬服務為主要業務的企業。全台醫療機構服務據點加上直營服務處已達40餘處。提供多元服務管道，推出免費線上Line官方帳號諮詢服務，由總公司直接把關回覆，將對生命的關懷付諸實際數位行動，致力於推動公開、透明、安心的殯儀文化。

## 知名專案
萬安生命與臺灣的某些醫院有合作關係；病患過世時醫院會協助家屬聯絡該企業，其禮儀師團隊會立即前往現場協助處理。該企業之服務案例有：
- 先總統夫人蔣宋美齡女士追思會
- 臺塑集團創辦人王永慶先生之殯儀
- 徐生明教練之殯儀[1]
- 華航空難之聯合殯儀[2]
- 前國防部長李天羽夫人殯儀[3]
- 藝人楊登魁之殯儀[4]
- 藝人潘安邦之殯儀[5]
- 廣達副董梁次震夫人梁秀卿之殯儀[6]
- 藝人高凌風之殯儀[7][8]
- 詩人周夢蝶之殯儀[9]
- 中華奧會榮譽主席張豐緒之殯儀[10]
- 復興航空222號班機空難之聯合殯儀[11]
- 復興航空235號班機空難之聯合殯儀[12]
- 前國防部長蔣仲苓上將追思彌撒[13]
- 2016陸客團火燒車聯合殯儀[14]
- 參謀總長空軍一級上將沈一鳴暨黑鷹殉職將士公祭 [15]

## 爭議
臺灣早期民俗風氣相對保守，因此這種不全依照古禮的作法在同業中不被認同和接受；當時在臺灣舉行的告別式大多使用大量花卉，萬安生命則使用環保木材，因此引起臺灣殯葬業業界之議論。亦有部分人士不能接受這種方式，因而選擇按照臺灣傳統禮儀的習俗來舉行告別式。

## 重要大事
- 日治時代，老董吳伙丁老先生創立「萬字號」(萬安生命前身)，家族開始經營殯葬禮儀事業。
- 1992年，取得國防醫學院三軍總醫院(汀州院區)太平間營運管理權。
- 1998年，打造全台第一座五星級太平間（長庚紀念醫院-台北、林口、桃園、基隆、高雄等院區）。
- 2006年，萬安生命參與臺北市聯合醫院殯葬委外業務招標得標。[18]
- 2007年，一日志工協會理事長頒給萬安生命感謝狀。
- 2008年，萬安生命的廣告流行語金句獎頒獎典禮暨文化金句展中，以萬安生命的廣告「用你想要的方式道別」獲得十大金句獎[19]。
- 2009年，萬安生命與橙果設計公司合作打造具多變性與療癒性的天堂式場，帶領殯葬業新觀念，徹地改變臺灣傳統殯葬業的告別式[20]。
- 2009年，協助辦理88水災罹難者殯儀服務。
- 2010年，榮獲臺北市政府民政局-殯葬禮儀服務業評鑑「優良業者」，獲頒業界楷模殊榮。
- 2011年，萬安生命協助臺灣知名電影命運化妝師的拍攝過程，該影片中的男配角和女配角就是飾演萬安生命的禮儀師。
- 2012年，獲行政院公共工程委員會頒發 第十屆民間參與公共建設- 金擘獎 （页面存档备份，存于）之特優獎。
- 2012年，2012年獲國際殯葬組織AFE(全名:亞洲殯葬協會)評選為「亞太地區傑出殯葬企業」，為台灣唯一獲獎企業。
- 2012年，民國101年因三軍總醫院太平間經營案，規劃周延執行效果斐然，榮獲公共工程委員會-金擘獎，評選為「名間經營團隊優等獎」殊榮，至今仍為全國唯一獲獎殯葬業者。
- 2013年，萬安生命參與新北市新莊園遊會，關懷中低收入戶。[21]
- 2014年，萬安生命集團子公司-朝和實業股份有限公司，發行預約制生前契約(P.S.P預約服務憑證)。[22]
- 2014年，商人節榮獲臺北市政府頒發「優良商號」。
- 2014年，內政部核發第一批禮儀師證書，其中26.7%由萬安取得。相當於每4個錄取者就有一位萬安生命同仁。
- 2015年，萬安生命擔任編劇顧問及贊助拍攝之客家電視台職能劇-出境事務所，編劇呂蒔媛獲第50屆電視金鐘獎戲劇節目編劇獎。
- 2015年，【ISO國際認證】自2015年起連年通過國際標準組織認證。
- 2015年，獲臺北市政府民政局評選為「公開收費政策」優良業者殊榮。
- 2016年，集團推動數位轉型-全面導入電子包單作業。
- 2017年，開發全台第一套太平間管理作業系統。
- 2019年，榮獲臺北市政府民政局-殯葬服務業評鑑「優良業者」。
- 2019年，萬安生命嘉義分公司榮獲殯葬服務業者評鑑「優等」，獲頒發業界楷模殊榮。
- 2020年，導入線上模擬「喪禮服務考試」系統。
- 2022年，萬安生命集團董事長吳賜輝，榮獲台灣長照醫學會的年度醫學公益典範獎。
- 2022年，經財政部審查核定，榮頒111年度績優營業人獎項。
- 2022年，萬安生命攜手醫界 加入抗疫行列，愛心捐贈物資。
- 2023年，全台醫療機構服務據點+直營服務處已達40餘處。

## 出版著作
| 出版日期 | 書名                                         | 出版社     | 作者     | ISBN               |
| 2011年   | 《禮儀師的世界》                             | 威什曼文化 | 萬安生命 | ISBN 9789868574670 |
| 2012年   | 《過去‧現在‧未來：臺灣殯葬產業的沿革與展望》 | 威什曼文化 | 萬安生命 | ISBN 9789866035104 |

## 外部連結
- 萬安生命官方部落格 （页面存档备份，存于）
- 朝和實業股份有限公司 （页面存档备份，存于）
- 中華民國內政部全國殯葬資訊入口網 （页面存档备份，存于）
- 臺北市殯葬館理處-合法生前契約業者合約內容-萬安生命科技股份有限公司 （页面存档备份，存于）